# Ziegenhierdsches Ländchen
Das Ziegenhierdsche Ländchen war eine Ansammlung mehrerer kursächsischer Exklaven im Osten der Thüringischen Staaten bei Gera. Es gehörte von 1554 bis 1928 zum Kurfürstentum Sachsen bzw. zum Königreich Sachsen und danach zum Freistaat Sachsen. Erst durch einen Gebietsaustausch im Jahr 1928 wurde es in das Land Thüringen integriert.

## Geographische Lage
Die zehn Orte des Ziegenhierdschen Ländchens liegen im Osten des Freistaats Thüringen südlich von Gera und Ronneburg. Hilbersdorf und Rückersdorf sind eigenständige Gemeinden im Landkreis Greiz, die anderen Orte gehören zur Stadt Gera (5 Orte), zur Stadt Ronneburg (1 Ort), zur Gemeinde Kauern (1 Ortsrest) bzw. zur Stadt Berga-Wünschendorf (1 Ort). Das Ziegenhierdsche Ländchen bestand aus einem zusammenhängenden Gebiet mit fünf Orten sowie aus drei Gebieten mit Streubesitz.

## Geschichte
Der Ursprung des Ziegenhierdschen Ländchens lag im Rittergut Liebschwitz südöstlich von Gera. Durch den Naumburger Vertrag wurden im Jahr 1554 die Adeligen von Ende mit dem Rittergut Liebschwitz und den dazugehörigen Dörfern Liebschwitz, Grobsdorf, Lietzsch, Loitzsch, Niebra, Pösneck und Taubenpreskeln sowie den sächsischen Anteilen der Dörfer Hilbersdorf, Lengefeld und Rückersdorf belehnt. Die Orte wurden somit durch eine Verbriefung des Bistums Naumburg kursächsische Exklaven.
Das Rittergut mit allen Vorwerken und Nebengütern wurde später unter anderem Besitz der Freiherren von Meusebach. 1745 erwarb der aus dem Braunschweigischen stammende Königlich-Preußische Kriegs- und Domänenrat Johann Georg von Ziegenhierd den Rittergutsbesitz Liebschwitz.
In den Napoleonischen Kriegen wurden 1806 marodierende französische Soldaten am Liebschwitzer Rittergut erschlagen, worauf die Franzosen das Rittergut plünderten sowie Pfarrhaus und Schmiede niederbrannten. Die Familie von Ziegenhierd intervenierte nach dem Frieden von Wien 1815 (Wiener Kongress) erfolgreich gegen die Abtretung ihrer Gutsorte Liebschwitz, Lietzsch und Taubenpreskeln an Preußen. Sie verblieben beim Königreich Sachsen und wurden fortan das „Ziegenhierdsche Ländchen“ genannt. Die Orte des Ziegenhierdschen Ländchens waren bis 1832 dem weit entfernten Amt Borna unterstellt. Danach gehörten die Orte zum Amt Zwickau. Ab 1874 unterstanden die Orte der Amtshauptmannschaft Zwickau.
Nach dem Ende des Ersten Weltkriegs und der Gründung der Freistaaten Sachsen (1918) und Thüringen (1920) verblieben die Orte als Exklaven bei Sachsen und kamen zur neu gegründeten Amtshauptmannschaft Werdau. Erst durch einen Flächentausch zwischen den Ländern Thüringen und Sachsen  gelangte 1928 die bis dahin sächsische Exklave Liebschwitz mit den umliegenden Dörfern zu Thüringen. Der entsprechende Staatsvertrag wurde am 1. April 1928 in der Liebschwitzer Gaststätte Apfelweinschänke (damals „Zum goldenen Apfel“) geschlossen.

## Einwohner
1834 sind für das Ziegenhierdsche Ländchen 880 Einwohner in 54 Häusern verzeichnet.

## Zugehörige Orte
| Ort                                                                    | heutige Ortszugehörigkeit |
| ---------------------------------------------------------------------- | ------------------------- |
| Liebschwitz, Lietzsch, Taubenpreskeln, Lengefeld (anteilig) und Niebra | Stadt Gera                |
| Pösneck                                                                | Stadt Berga-Wünschendorf  |
| Loitzsch                                                               | Gemeinde Kauern           |
| Hilbersdorf (anteilig)                                                 | Gemeinde Hilbersdorf      |
| Rückersdorf (anteilig)                                                 | Gemeinde Rückersdorf      |
| Grobsdorf (anteilig)                                                   | Stadt Ronneburg           |

## Spuren
Spuren der ehemaligen Exklaven sind noch in der Namensgebung der „Sachsenstraße“ in Taubenpreskeln, der Gartenanlage „Sachsengrenze“, der ehemaligen Gaststätte „Dreiherrnstein“ zwischen Zwötzen und Kaimberg und einer Vielzahl historischer Grenzsteine erkennbar.